# Zgodność sztucznej inteligencji
Zgodność sztucznej inteligencji (ang. AI alignment) – sterowanie systemami sztucznej inteligencji w taki sposób, aby odpowiadały one zamierzonym celom, preferencjom lub zasadom etycznym danej osoby lub grupy. System sztucznej inteligencji uznaje się za zgodny z oczekiwaniami, jeżeli realizuje zamierzone cele. Niewłaściwie dopasowany system sztucznej inteligencji realizuje niezamierzone cele.

## Charakterystyka
Projektanci sztucznej inteligencji często mają trudności z dostosowaniem systemu AI, ponieważ trudno im określić pełen zakres pożądanych i niepożądanych zachowań. Dlatego projektanci sztucznej inteligencji często stosują prostsze cele zastępcze, takie jak uzyskanie akceptacji człowieka . Jednak cele zastępcze mogą pomijać niezbędne ograniczenia lub nagradzać system sztucznej inteligencji za samo pozorne dopasowanie. Systemy sztucznej inteligencji mogą również znaleźć luki, które pozwolą im na skuteczne osiągnięcie celów zastępczych, ale w niezamierzony, a czasem szkodliwy sposób.
Zaawansowane systemy sztucznej inteligencji mogą rozwijać niepożądane strategie instrumentalne, takie jak dążenie do władzy lub przetrwania, ponieważ takie strategie pomagają im osiągnąć wyznaczone cele końcowe. Oprócz tego, mogą one powodować powstawanie niepożądanych, pojawiających się celów, które mogą być trudne do wykrycia przed wdrożeniem systemu i napotkaniem nowych sytuacji wraz z ich adaptacjami. Badania empiryczne wykazały w 2024 r., że zaawansowane duże modele językowe, takie jak OpenAI o1 czy Claude 3, czasami stosują strategiczne oszustwa, aby osiągnąć swoje cele lub zapobiec ich zmianie.
Obecnie niektóre z tych problemów dotyczą istniejących systemów komercyjnych, takich jak LLM-y, roboty, pojazdy autonomiczne i silniki rekomendacyjne w mediach społecznościowych. Wraz z postępem sztucznej inteligencji ten problem może być bardziej widoczny.
Zgodność sztucznej inteligencji jest poddziedziną bezpieczeństwa sztucznej inteligencji, czyli nauki o tym, jak budować bezpieczne systemy sztucznej inteligencji. Inne poddziedziny bezpieczeństwa sztucznej inteligencji obejmują solidność, monitorowanie i kontrolę możliwości. Wyzwania badawcze w zakresie dostosowania obejmują wstrzykiwanie złożonych wartości w sztuczną inteligencję, rozwijanie uczciwej sztucznej inteligencji, skalowalny nadzór, audyt i interpretację modeli sztucznej inteligencji oraz zapobieganie pojawiającym się zachowaniom sztucznej inteligencji, takim jak dążenie do władzy. Badania nad dopasowaniem są powiązane z badaniami nad wyjaśnialnością, wykrywaniem anomalii, weryfikacją formalną, teorią gier i naukami społecznymi.